# Глентийс
Глентийс (на английски: Glenties; на ирландски: Na Gleannta) е град в северната част на Ирландия, графство Донигал на провинция Ълстър. Разположен е на около 55 km на запад от главния административен център на графството град Лифорд. Имал е жп гара от 3 юни 1895 г. до 15 декември 1947 г. Населението на града е 811 жители от преброяването през 2006 г. 